# Cleveland Rebels 1946-1947
La stagione 1946-47 dei Cleveland Rebels fu la 1ª e unica nella BAA per la franchigia.
I Cleveland Rebels arrivarono terzi nella Western Division con un record di 30-30. Nei play-off persero al primo turno contro i New York Knicks (2-1).

## Roster
| N° | Naz.                   | Ruolo | Sportivo          | Anno | Alt. | Peso |
| -- | ---------------------- | ----- | ----------------- | ---- | ---- | ---- |
|    | Stati Uniti (bandiera) | A     | Leon Brown        | 1919 | 191  | 86   |
|    | Stati Uniti (bandiera) | C     | Ken Corley        | 1920 | 196  | 95   |
|    | Stati Uniti (bandiera) | A     | Pete Lalich       | 1920 | 188  | 86   |
| 3  | Stati Uniti (bandiera) | GA    | Mel Riebe         | 1916 | 180  | 82   |
| 4  | Stati Uniti (bandiera) | G     | Kenny Sailors     | 1921 | 178  | 79   |
| 5  | Stati Uniti (bandiera) | G     | Frankie Baumholtz | 1918 | 178  | 77   |
| 6  | Stati Uniti (bandiera) | A     | Hank Lefkowitz    | 1923 | 188  | 86   |
| 6  | Stati Uniti (bandiera) | C     | Irv Rothenberg    | 1921 | 201  | 98   |
| 7  | Stati Uniti (bandiera) | AC    | Leo Mogus         | 1921 | 193  | 86   |
| 7  | Stati Uniti (bandiera) | C     | Ed Sadowski       | 1917 | 196  | 109  |
| 8  | Stati Uniti (bandiera) | A     | Ben Scharnus      | 1917 | 188  | 78   |
| 9  | Stati Uniti (bandiera) | G     | Nick Shaback      | 1918 | 180  | 82   |
| 10 | Stati Uniti (bandiera) | A     | Bob Faught        | 1921 | 196  | 84   |
| 11 | Stati Uniti (bandiera) | AC    | Kleggie Hermsen   | 1923 | 206  | 102  |
| 11 | Stati Uniti (bandiera) | AC    | George Nostrand   | 1924 | 203  | 88   |
| 12 | Stati Uniti (bandiera) | GA    | Ned Endress       | 1918 | 188  | 91   |
| 14 | Stati Uniti (bandiera) | GA    | Dick Schulz       | 1917 | 188  | 87   |
| 14 | Stati Uniti (bandiera) | G     | Ray Wertis        | 1923 | 180  |      |

## Staff tecnico
- Allenatori: Dutch Dehnert (17-20) (fino all'11 febbraio)[1], Roy Clifford (13-10)